# Вімутьє
Вімутьє́ (фр. Vimoutiers) — муніципалітет у Франції, у регіоні Нормандія, департамент Орн. Населення — 3069 осіб (01.01.2021).
Муніципалітет розташований на відстані близько 160 км на захід від Парижа, 55 км на південний схід від Кана, 60 км на північ від Алансона.

## Історія
До 2015 року муніципалітет перебував у складі регіону Нижня Нормандія. Від 1 січня 2016 року належить до нового об'єднаного регіону Нормандія.

## Демографія
Динаміка населення (Insee ):
Розподіл населення за віком та статтю (2006):
| Стать | Всього | До 15 років | 15-24 | 25-44 | 45-64 | 65-85 | Понад 85 |
| --- | ------ | ----------- | ----- | ----- | ----- | ----- | -------- |
| Чоловіки | 1820   | 306         | 216   | 423   | 453   | 389   | 33       |
| Жінки | 2157   | 331         | 279   | 348   | 574   | 514   | 111      |
| \| Статево-вікова піраміда \| Статево-вікова піраміда \| Статево-вікова піраміда \| \| ----------------------- \| ----------------------- \| ----------------------- \| \| Чоловіки \| Вік \| Жінки \| \| 33 \| 85 + \| 111 \| \| 82 \| 80-84 \| 95 \| \| 82 \| 75-79 \| 145 \| \| 102 \| 70-74 \| 167 \| \| 123 \| 65-69 \| 107 \| \| 102 \| 60-64 \| 148 \| \| 108 \| 55-59 \| 139 \| \| 149 \| 50-54 \| 156 \| \| 94 \| 45-49 \| 131 \| \| 85 \| 40-44 \| 73 \| \| 104 \| 35-39 \| 90 \| \| 136 \| 30-34 \| 122 \| \| 98 \| 25-29 \| 63 \| \| 119 \| 20-24 \| 127 \| \| 97 \| 15-20 \| 152 \| \| 103 \| 10-14 \| 100 \| \| 102 \| 5-9 \| 89 \| \| 101 \| 0-4 \| 142 \| |        |             |       |       |       |       |          |
| Статево-вікова піраміда |        |             |       |       |       |       |          |
| Чоловіки | Вік    | Жінки       |       |       |       |       |          |
| 33 | 85 +   | 111         |       |       |       |       |          |
| 82 | 80-84  | 95          |       |       |       |       |          |
| 82 | 75-79  | 145         |       |       |       |       |          |
| 102 | 70-74  | 167         |       |       |       |       |          |
| 123 | 65-69  | 107         |       |       |       |       |          |
| 102 | 60-64  | 148         |       |       |       |       |          |
| 108 | 55-59  | 139         |       |       |       |       |          |
| 149 | 50-54  | 156         |       |       |       |       |          |
| 94 | 45-49  | 131         |       |       |       |       |          |
| 85 | 40-44  | 73          |       |       |       |       |          |
| 104 | 35-39  | 90          |       |       |       |       |          |
| 136 | 30-34  | 122         |       |       |       |       |          |
| 98 | 25-29  | 63          |       |       |       |       |          |
| 119 | 20-24  | 127         |       |       |       |       |          |
| 97 | 15-20  | 152         |       |       |       |       |          |
| 103 | 10-14  | 100         |       |       |       |       |          |
| 102 | 5-9    | 89          |       |       |       |       |          |
| 101 | 0-4    | 142         |       |       |       |       |          |

## Економіка
2010 року серед 2134 осіб працездатного віку (15—64 років) 1410 були активними, 724 — неактивними (показник активності 66,1%, у 1999 році було 67,6%). З 1410 активних мешканців працювало 1130 осіб (595 чоловіків та 535 жінок), безробітними було 280 (148 чоловіків та 132 жінки). Серед 724 неактивних 165 осіб було учнями чи студентами, 312 — пенсіонерами, 247 були неактивними з інших причин.

У 2010 році в муніципалітеті числилось 1698 оподаткованих домогосподарств, у яких проживали 3514,0 особи, медіана доходів виносила 14 227,5 євро на одного особоспоживача

## Галерея зображень

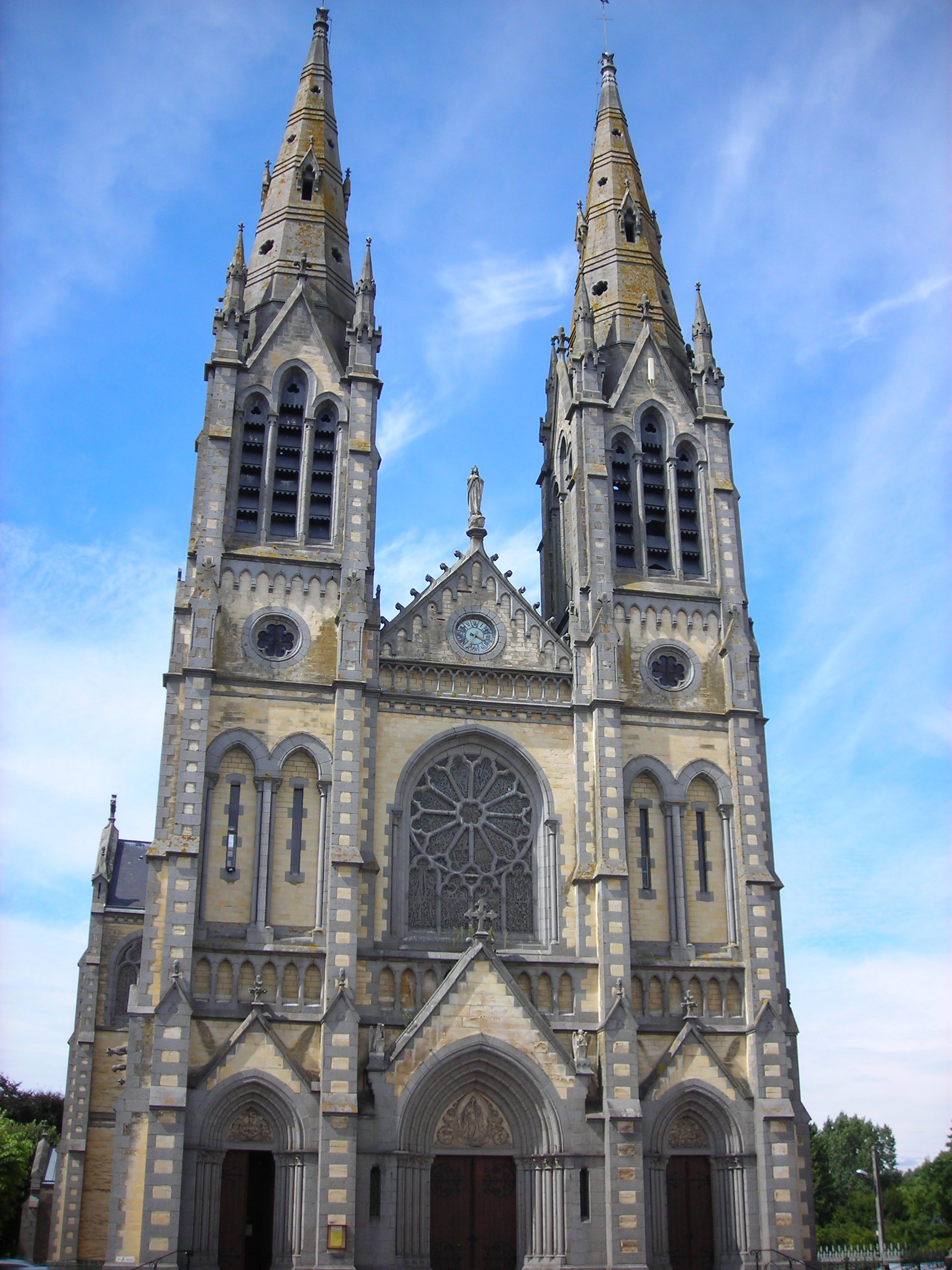
Церква Богородиці (Нотр-Дам)
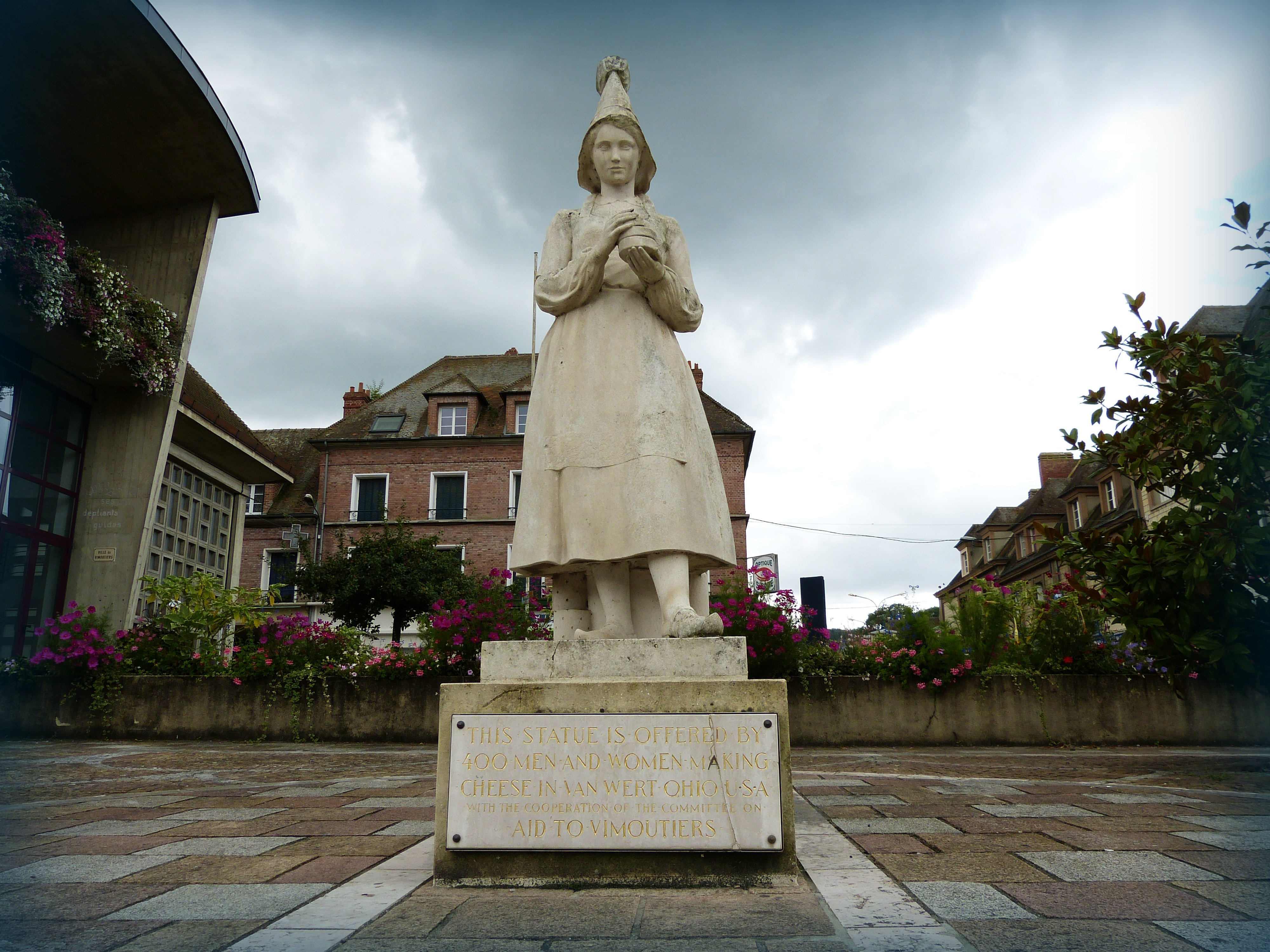
Пам'ятник Марі Арель, винахідниці сиру камамбер
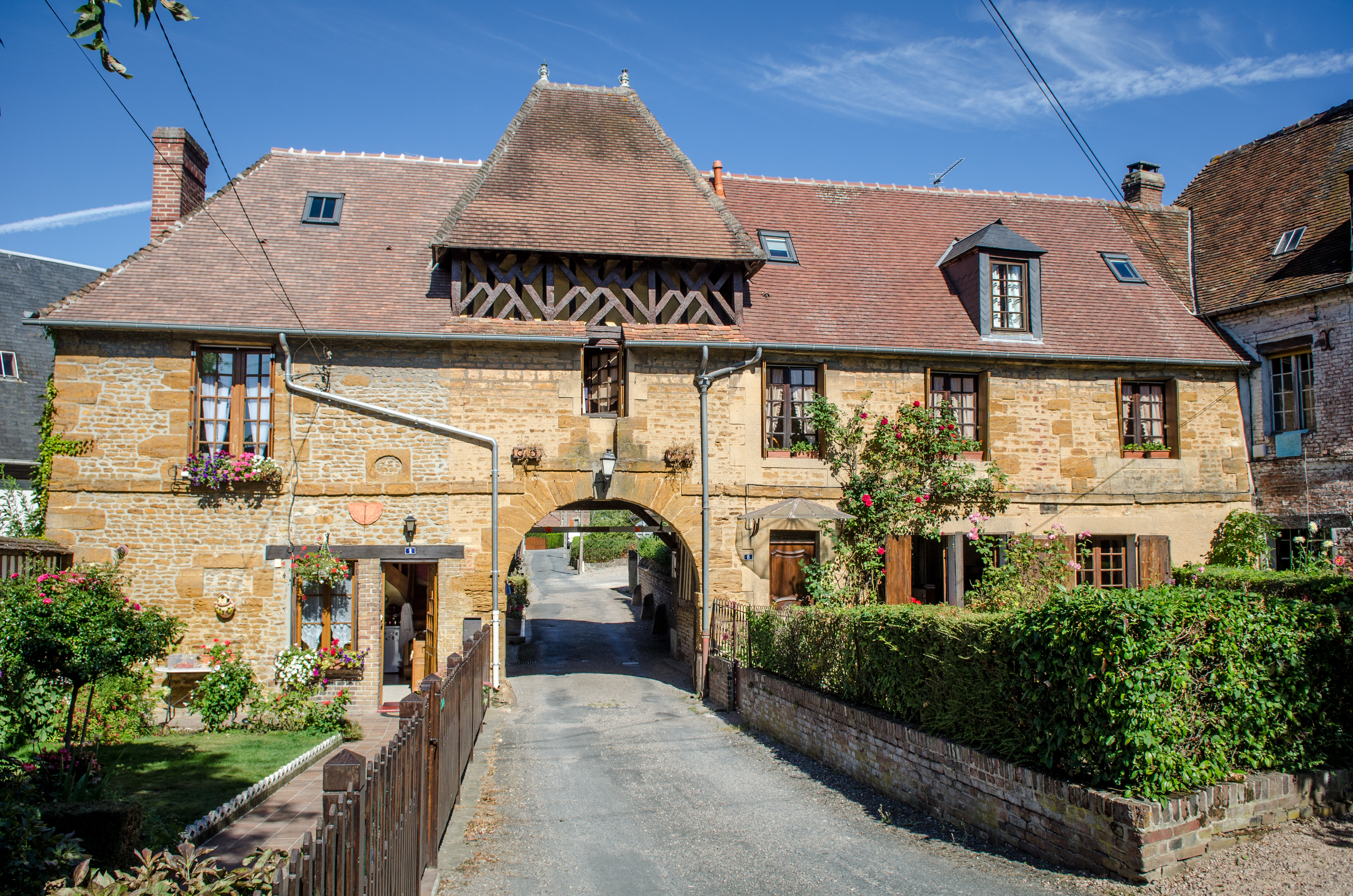
Бенедиктинський монастир
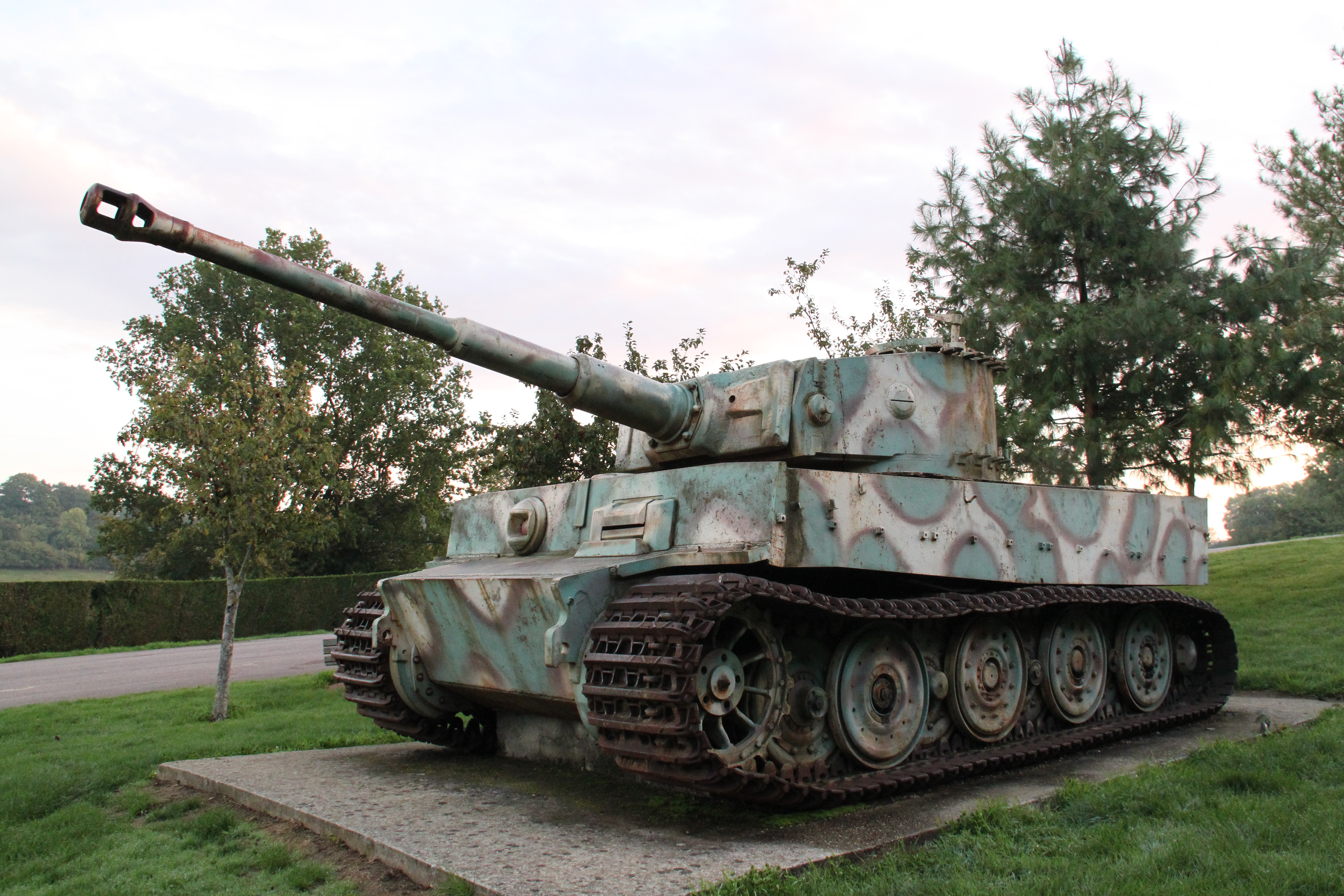
Panzerkampfwagen VI Ausf. H1, «Тигр» — німецький важкий танк часів Другої світової війни